# Stadion Köpetdag w Aszchabadzie
Stadion Köpetdag – stadion wielofunkcyjny w stolicy Turkmenistanu, Aszchabadzie. Jego budowa rozpoczęła się w 1995, a został zbudowany w 1997 roku przez międzynarodową firmę techniczną "Mensel JV". Od momentu otwarcia - główna arena klubu Köpetdag Aszchabad. W 2015 roku na stadionie odbyła się totalna przebudowa. Inauguracja stadionu nastąpiła 5 sierpnia 2015 roku w meczu Pucharu Turkmenistanu pomiędzy klubami Köpetdag i Merw FK, który zobaczyło 26,805 widzów. W uroczystym otwarciu kompleksu sportowego uczestniczył Prezydent Turkmenistanu Gurbanguly Berdimuhamedow.